# 京都府交通安全協会
一般財団法人京都府交通安全協会（きょうとふこうつうあんぜんきょうかい）は、京都府内の地区交通安全協会を統括する交通安全協会。元京都府知事所管。

## 概要
京都府内の地区交通安全協会を統括する交通安全協会で、京都府内での季節単位で開催する交通安全運動をはじめ、自動車・自動二輪車の運転免許更新の伝達・更新事務、申請書や収入証紙の委託販売業務、自転車などに貼る反射シールや車輪のスポークに貼る反射材などの交通安全グッズの頒布、交通安全功労者の表彰及び国や全国法人への表彰推薦などを事業としている。
また、運転技能向上のために直営の自動車練習場を運営している。

## 地区
- 川端交通安全協会
- 上京交通安全協会
- 東山交通安全協会
- 中京交通安全協会
- 下京交通安全協会
- 下鴨交通安全協会
- 伏見交通安全協会
- 山科交通安全協会
- 右京交通安全協会
- 南交通安全協会
- 北交通安全協会
- 西京交通安全協会
- 乙訓交通安全協会
- 宇治交通安全協会
- 城陽交通安全協会
- 八幡交通安全協会
- 綴喜交通安全協会
- 相楽交通安全協会
- 亀岡交通安全協会
- 南丹船井交通安全協会
- 綾部交通安全協会
- 福知山交通安全協会
- 全舞鶴交通安全協会
- 宮津交通安全協会
- 京丹後交通安全協会